# Put It in a Love Song
Put It in a Love Song (en español: Póngalo en una canción de amor) es una canción de la artista estadounidense Alicia Keys, de su cuarto álbum de estudio The Element of Freedom. La canción cuenta con la compañía de Beyoncé.

## Video
Alicia Keys al hablar acerca de los preparativos para el video con Beyoncé dijo:"Es una dama increíble y la consideró absolutamente una amiga. Y vamos a ir a todo, vamos a volar sus cabezas cuando hagamos este video." Beyoncé sugirió primero Egipto, pero como iba a estar de tour por Brasil durante el carnaval, ambas acordaron grabar el video en Río. El 9 de febrero de 2010, se confirmó que Alicia Keys y Beyoncé iban a rodar el video en Río de Janeiro, Brasil. El video fue rodado teniendo de fondo el paisaje de Río, incluyendo dos favelas, el monte Doña Marta - donde Michael Jackson rodo el video de They Don't Care About Us - y el Monte Conceição, en el centro de Río, con 80 miembros de la Escuela de Samba Grande Rio y el Sambódromo, donde el Carnaval se lleva a cabo. Alicia y Beyoncé se vistieron con trajes inspirados en el Carnaval. Mientras Beyoncé escogió un sombrero Swarovski, Alicia Keys prefirió un sombrero Pheasant. Es la primera vez en su carrera que Alicia Keys ha trabajado con la prolífica directora, Melina Matsoukas quien ha trabajado previamente con Beyoncé en un número de ocasiones. Alicia Keys declaró a MTV luego de filmar el video: "Grabar 'Put It in a Love Song' en Rio, en Brasil, fue muy increíble, siento que la energía de la ciudad combina con la energía de la canción. Es ensual, es excitante, es tan lleno de colores. Lo amo. La gente se mostró muy intensa y firme. Yo creo que era emocionante, especialmente al participar y experimentar lo que tanto les gusta. Yo y B tenemos una gran relación. Y para ser capaces de tener la química tuvimos y lo hicimos en una ciudad que es tan única que es inolvidable. Las fotos hablan mil palabras. Así que Uds. vieron la energía ahí. Fue genial.
En abril de 2010, Alicia Keys declaró Rap Up que el video musical no saldrá hasta después del video por el cuarto single "Un-Thinkable (I'm Ready)" sea lanzado. Ella dijo "probablemente no salga hasta cerca al este verano".

## Listas musicales de canciones
| Ranking (2010)                       | Posición |
| ------------------------------------ | -------- |
| Australian Singles Chart             | 42       |
| Brasil Hot 100                       | 34       |
| Canadian Hot 100                     | 71       |
| U.S. Billboard Hot R&B/Hip-Hop Songs | 60       |
| El Salvador Full 10 de Full FM       | 6        |

## Anuales
| Ranking (2010)                       | Posición |
| ------------------------------------ | -------- |
| El Salvador FULL 100 2010 de FULL FM | 57       |

## Fechas de lanzamiento
| País           | Fecha               | Formato |
| -------------- | ------------------- | ------- |
| Estados Unidos | 19 de enero de 2010 | Airplay |